# Pumpwerke des Schlosses Nymphenburg
Die Pumpwerke des Schlosses Nymphenburg im Westen von München sind allein durch Wasserkraft betriebene Anlagen, die seit mehr als 200 Jahren die Fontänen des Schlossparkes Nymphenburg betreiben und bis 1963 außerdem Teile des Schlosses Nymphenburg und der umliegenden Gärten mit Wasser versorgten. Sie wurden schon zur Zeit ihrer Entstehung als Meisterwerke betrachtet und gelten als die ältesten seit ihrer Erbauung ständig arbeitenden Maschinen Europas und als Meilenstein der Ingenieurkunst.

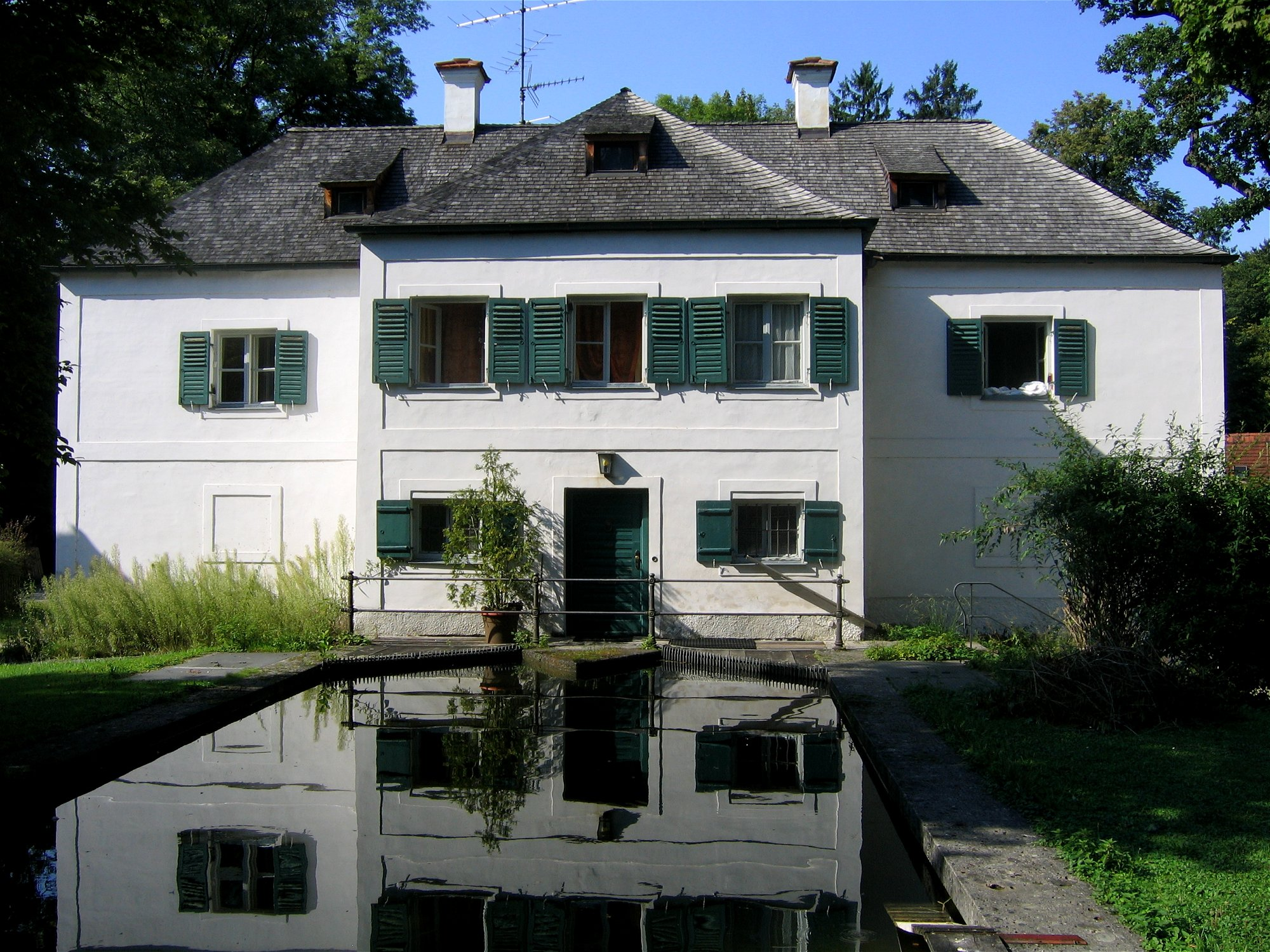
Grünes Brunnhaus

## Grünes Brunnhaus
Das älteste Pumpwerk Nymphenburgs ist das Grüne Brunnhaus im sogenannten Dörfchen des Schlossparks. Es wurde 1720 unter Kurfürst Maximilian II. Emanuel („Max Emanuel“) durch Joseph Effner als barockes Pumpenhaus für die Badenburg und die Fontänen in ihrer Umgebung erbaut. Es liegt am südlichen Kanal im Schlosspark an einer Stelle, an der das Gelände nach Norden hin deutlich abfällt und die deshalb für die Einrichtung von Wasserrädern geeignet ist. Maximilian III. Joseph ließ 1754 in der Nachbarschaft des Brunnhauses zwei Teiche für ein Bibergehege anlegen. Im Zuge der Erneuerung des Brunnhauses wurden ab 1762 das Brunnwärterhaus mit einer Schmiede, das Biberwärterhaus sowie das spätere Hofgartenbrunnhaus als Wohnhäuser für Hofbedienstete errichtet.
1767 installierte François Poitevin im Grünen Brunnhaus eine barocke Pumpanlage. In der hölzernen Konstruktion wurde Wasser mittels Antrieb durch Wasserräder auf zwei hohe Wassertürme neben dem Brunnhaus gepumpt. Von dort wurde es zu der Fontäne im Gartenparterre geleitet, deren Wasserstrahl gemäß Energieerhalt und Strömungsverlusten nicht ganz die Höhe des Wasserspiegels in den Wassertürmen erreichte.

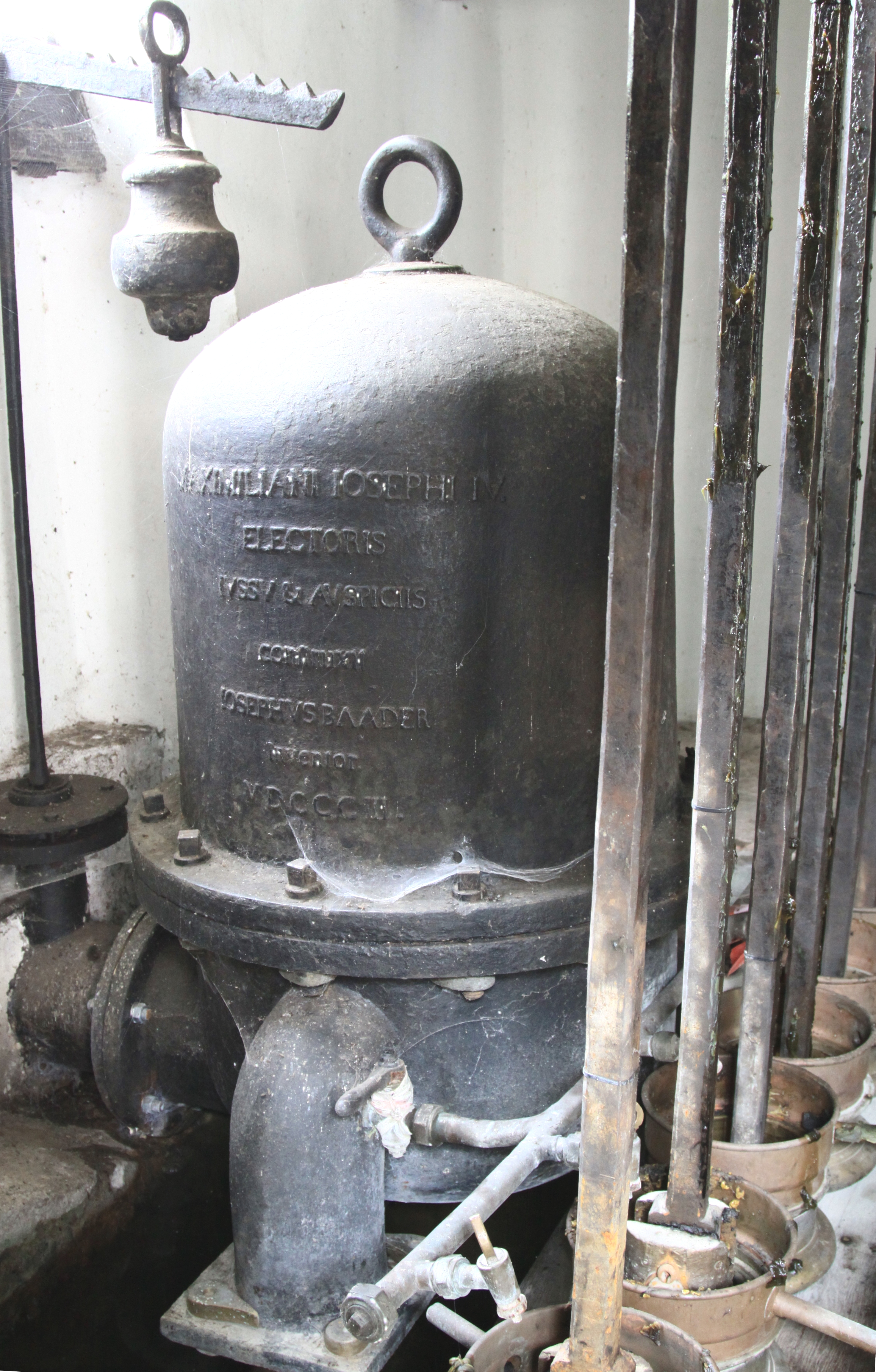
Windkessel im Grünen Brunnhaus

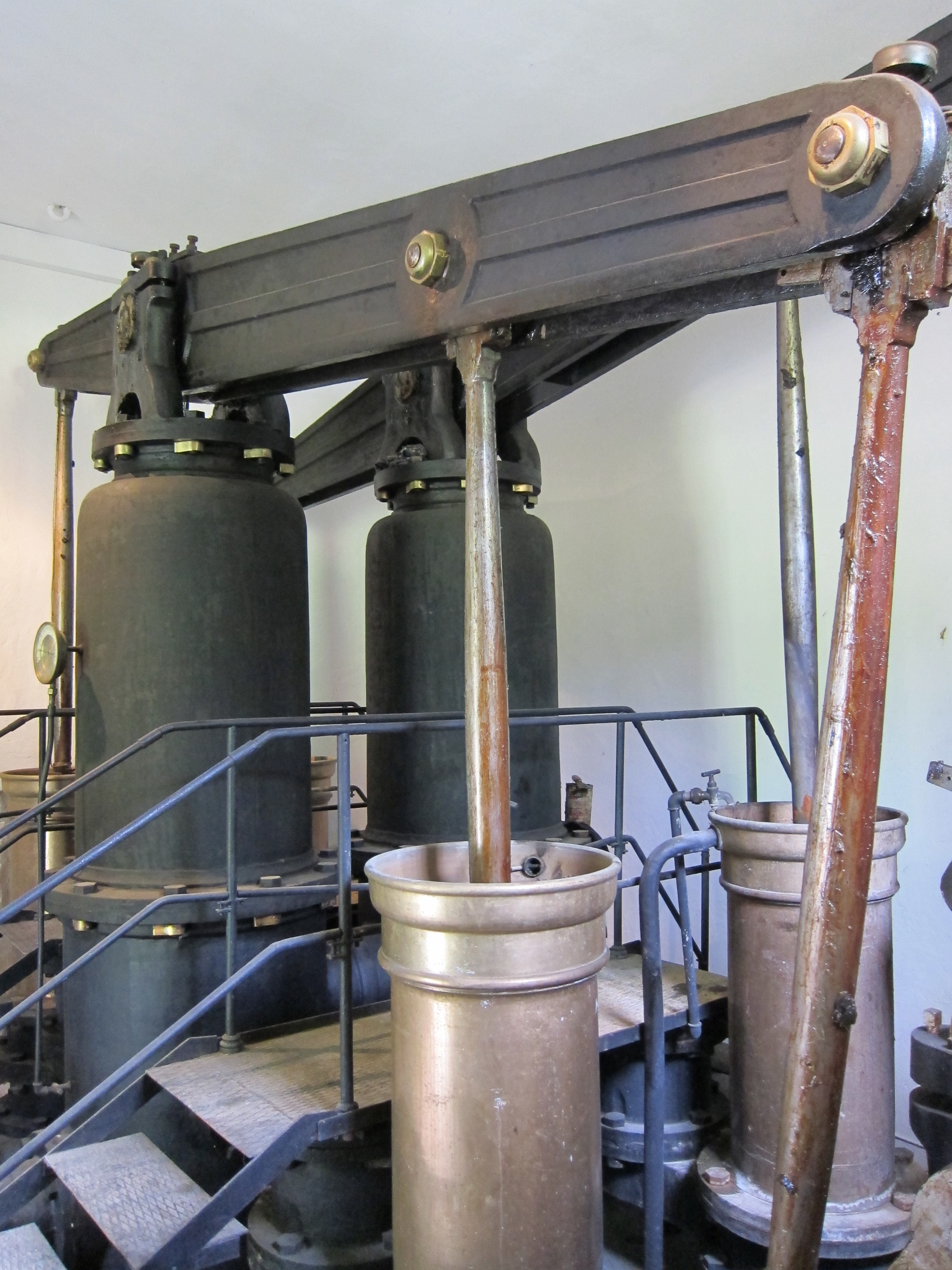
Östliches Pumpwerk im Grünen Brunnhaus

Im Jahre 1803 ersetzte Joseph von Baader diese Anlage durch die beiden heute noch arbeitenden Pumpwerke, deren Prinzip er in seinem 1797 erschienenen Werk Vollständige Theorie der Saug- und Hebepumpen beschrieben hatte. Diese Anlage war nicht nur leistungsfähiger, sondern auch leise und verursachte nicht mehr die bei Hofe als störend empfundenen knarzenden Geräusche. Für den Antrieb der beiden Pumpwerke wird Wasser aus dem kleinen Stichkanal vor dem Brunnhaus zu zwei unterschlächtigen Wasserrädern im mittleren Teil des Hauses geleitet. Diese Wasserräder waren ursprünglich aus Holz; erst 1900 wurden sie in Metall erneuert.
Das westliche Pumpwerk wird von dem kleineren Rad angetrieben, das einen Durchmesser von 4,70 m hat, 1,27 m breit ist und 36 Schaufeln hat. Das Wasserrad bewegt über eine in den westlichen Raum reichende Exzenterwelle und über lange Stangen drei Waagebalken (Balanciers), an deren Enden Pumpenstangen befestigt sind, die die Pumpenkolben in den sechs senkrecht stehenden, aus Messing gefertigten Zylindern auf und ab bewegen. Baaders Idee war es, zwischen den Pumpen und der gusseisernen Druckleitung zur Fontäne einen Windkessel einzufügen, in dem bei jeder Pumpbewegung Luft komprimiert wird, die für einen erhöhten und weitgehend gleichbleibenden Druck in der Leitung sorgt.
Der Pumpenständer und die Balkenlager für die Waagebalken sind aus Eichenholz. Die Lagerblöcke, Balancierstangen, Waagebalken, Kolbenstangen und der Windkessel sind aus Gusseisen, die Exzenterwelle ist geschmiedet. Die Pumpenzylinder und -kolben sind aus Messing. Die Pumpenkolben haben einen Hub von 65 cm. Aus einer kleinen Wasserleitung fließt etwas Wasser in die Pumpenzylinder, um die Lederdichtungen der Kolben geschmeidig zu halten.
Der Windkessel trägt angegossen die Aufschrift:
MAXIMILIANI IOSEPHI IV.
ELECTORIS
IUSSU & AUSPICIIS
construxit
IOSEPHUS BAADER
Inventor
MDCCCIII
(Auf Befehl und unter der Herrschaft des Kurfürsten Maximilian Joseph IV. hat [dies] der Erfinder Joseph Baader 1803 konstruiert)
Dem Windkessel nachgeschaltet ist ein Überdruckventil, dessen Ansprechdruck reguliert werden kann, indem ein Hängegewicht mit Griffring händisch in eine von zehn Kerben an der Oberseite eines etwa horizontal liegenden Hebelarms umgehängt wird. Ein Manometer dient hier der Druckkontrolle.
Dieses Pumpwerk befindet sich noch weitgehend im Originalzustand.
Das östliche Pumpwerk wird von dem größeren Wasserrad angetrieben, das einen Durchmesser von 5,30 m hat, 1,50 m breit ist und 48 Schaufeln hat. Seine in den östlichen Raum reichende Kurbelwelle bewegt zwei Waagebalken und damit 4 Pumpenkolben in Zylindern mit einer lichten Weite von 38 cm und einem Hub von 68 cm. Auch hier fließt etwas Wasser für die Lederdichtungen in die Pumpenzylinder. Zwei Windkessel stehen mittig unter den Waagebalken und fungieren als deren Träger. Die Kurbelwelle und die Balancier- und Kolbenstangen sind geschmiedet, die Lagerböcke, das Tragegerüst, der Windkessel sind aus Gusseisen, ebenso die ursprünglich aus Holz gefertigten Waagebalken, die 1850 bei einer Überarbeitung des Pumpwerkes ersetzt wurden. An dem Pumpwerk befindet sich ein von Franz Höss, Hofbrunnen-Meister in München, 1851 signiertes Manometer, das eine der weltweit ältesten noch benutzten Armaturen ist. An der Wand des Raumes sind einige Werkzeuge aus der Entstehungszeit aufgehängt.
Die einzelnen Pumpenkolben arbeiten zeitlich etwas versetzt getaktet, um einen möglichst gleichmäßigen Wasserdurchfluss und damit Druck und damit eine gleichbleibende Fontänenhöhe zu erreichen. Die Druckleitungen der beiden Pumpwerke verlassen das Gebäude auf der Rückseite über den Ablaufkanälen, wo sie nach wenigen Metern zu einer einzigen Leitung zu der Fontäne im Gartenparterre vereinigt werden. Beide Pumpwerke zusammen haben eine Leistung von maximal 55 Litern pro Sekunde.
Napoleon war von dieser Fontäne so beeindruckt, dass er Joseph von Baader 1805 nach Paris berief, um an der technischen Verbesserung der Maschine von Marly, d. h. der Wasserversorgung von Schloss Versailles mitzuarbeiten.

## Johannisbrunnhaus

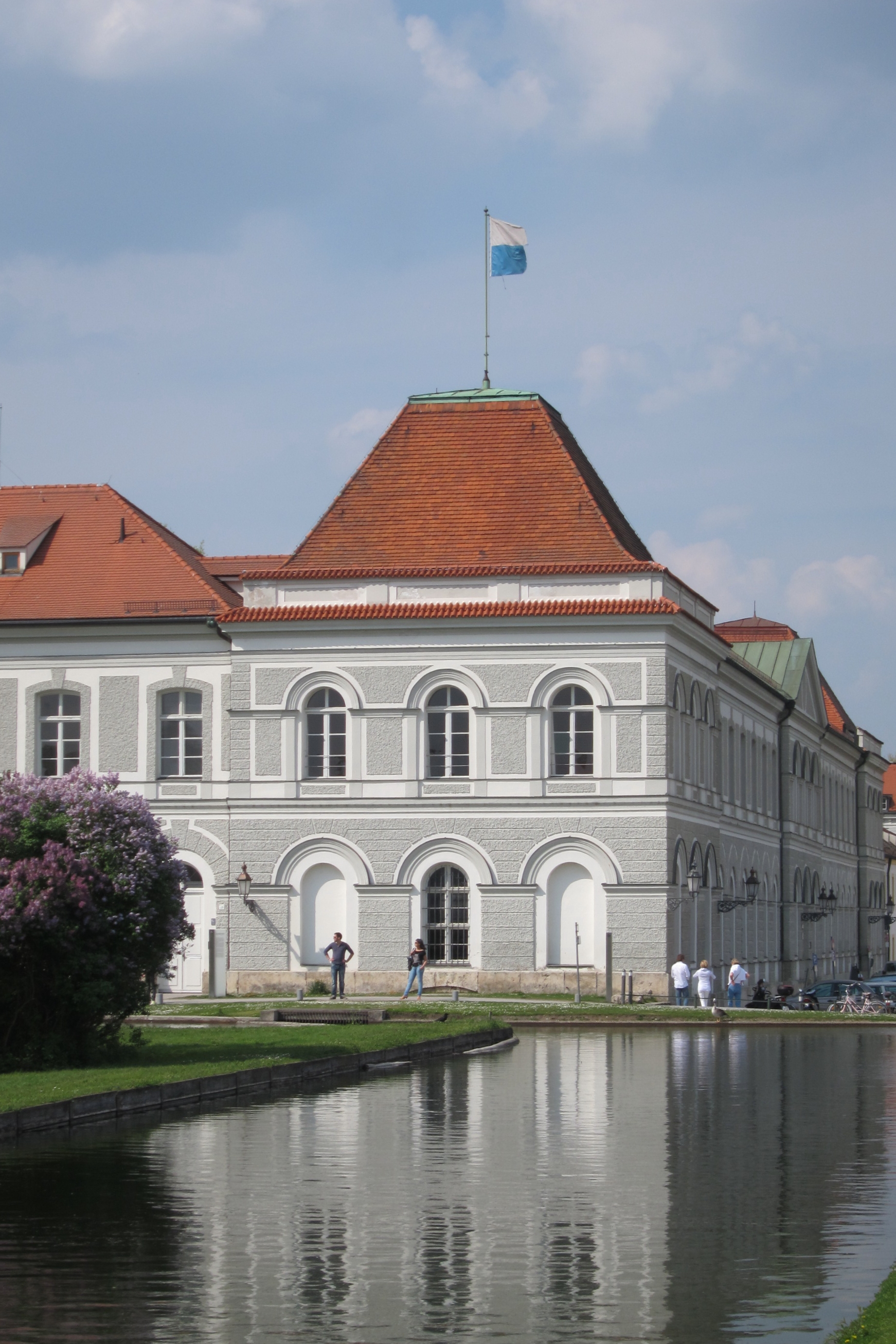
Johannisturm im Nordflügel

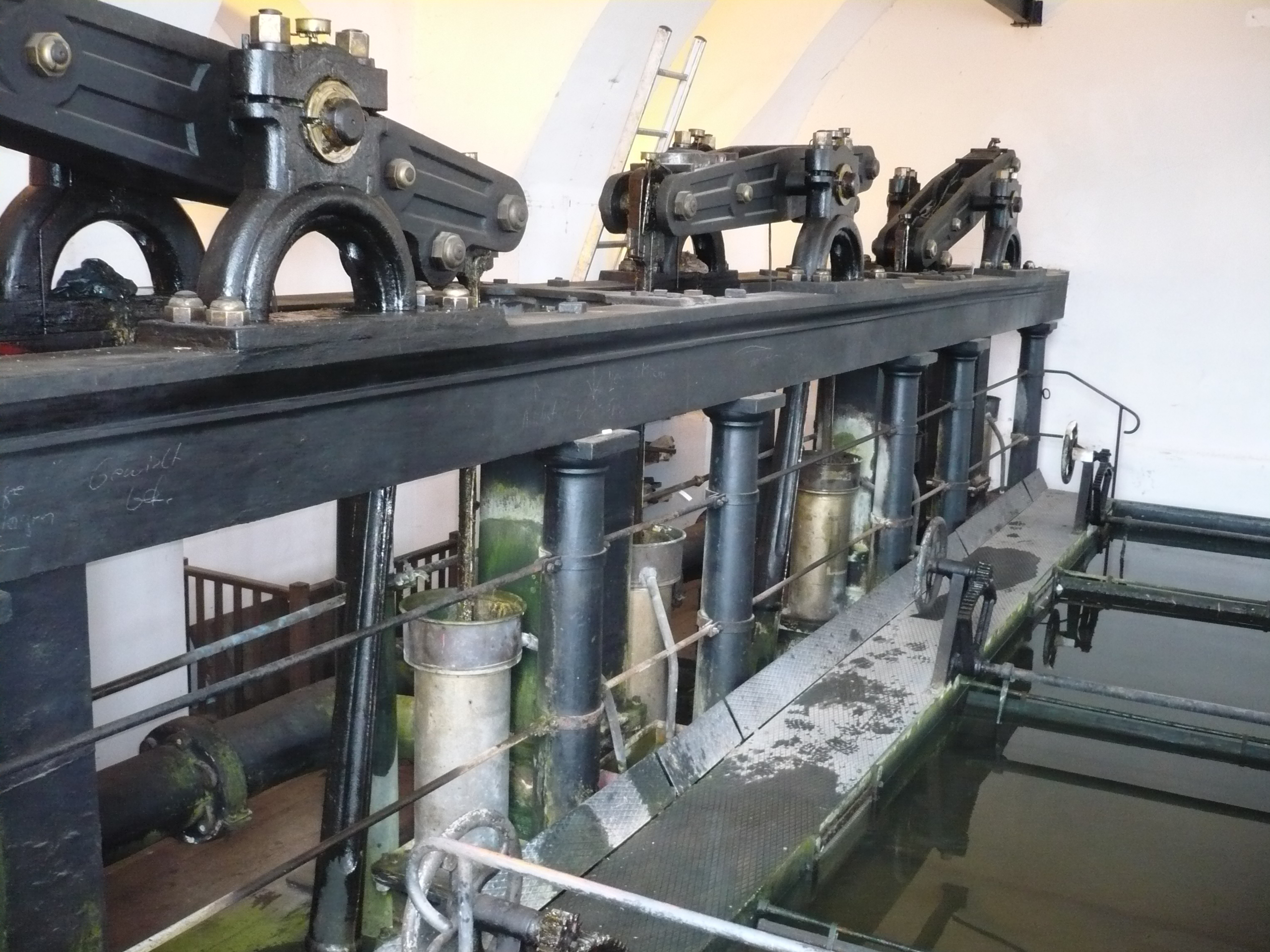
Pumpwerk im Johannisbrunnhaus

In den Jahren 1807/08 konnte Baader auch im Johannisturm im Nordflügel des Schlosses ein Pumpwerk für die große Fontäne vor dem Schloss anlegen. Es handelt sich um eine vergleichsweise leistungsstarke, aber kompakte Anlage aus drei hintereinanderstehenden oberschlächtigen Wasserrädern, die sechs an ihren Seiten angeordnete Waagebalken und über diese insgesamt zwölf Pumpen antreiben. Die Windkessel sind hier zylindrische Kästen, die auf beiden Seiten der Anlage jeweils zwischen den Waagebalken angeordnet sind.
Das Tragegerüst, die Wasserräder und die Waagebalken waren ursprünglich aus Holz, wurden jedoch 1835 vom Hofbrunnen-Meister Franz Höss in Ganzmetall erneuert. Die Anlage ist nun aus Gusseisen, die Kolbenstangen sind geschmiedet, die Eingangskästen und die Speiseleitungen sind aus Kupfer und die Pumpenzylinder aus Messing mit einer lichten Weite von 29 cm und einem Hub von 55 cm. Auch in diesem Pumpwerk fließt etwas Wasser für die Lederdichtungen in die Pumpenzylinder. Deutlich sichtbar ist die zeitlich versetzte Arbeit der einzelnen Pumpen, um einen möglichst gleichmäßigen Wasserdruck zu erreichen.
Die Wasserräder haben einen Durchmesser von 3,00 m, sind 2,70 m breit und haben je 30 Schaufeln. Sie werden über einen unterirdischen Kanal aus dem nördlichen Arm des Mittelkanals mit Wasser beschickt, der Ablauf erfolgt über die tiefe Rinne im nördlichen Teil des Rondells, die einen der beiden Anfänge des Nymphenburg-Biedersteiner Kanals bildet. Bei einem Mittel von 10 Umdrehungen der Wasserräder pro Minute hat das Pumpwerk eine Leistung von 60 Litern pro Sekunde.

## Hirschgartenbrunnhaus

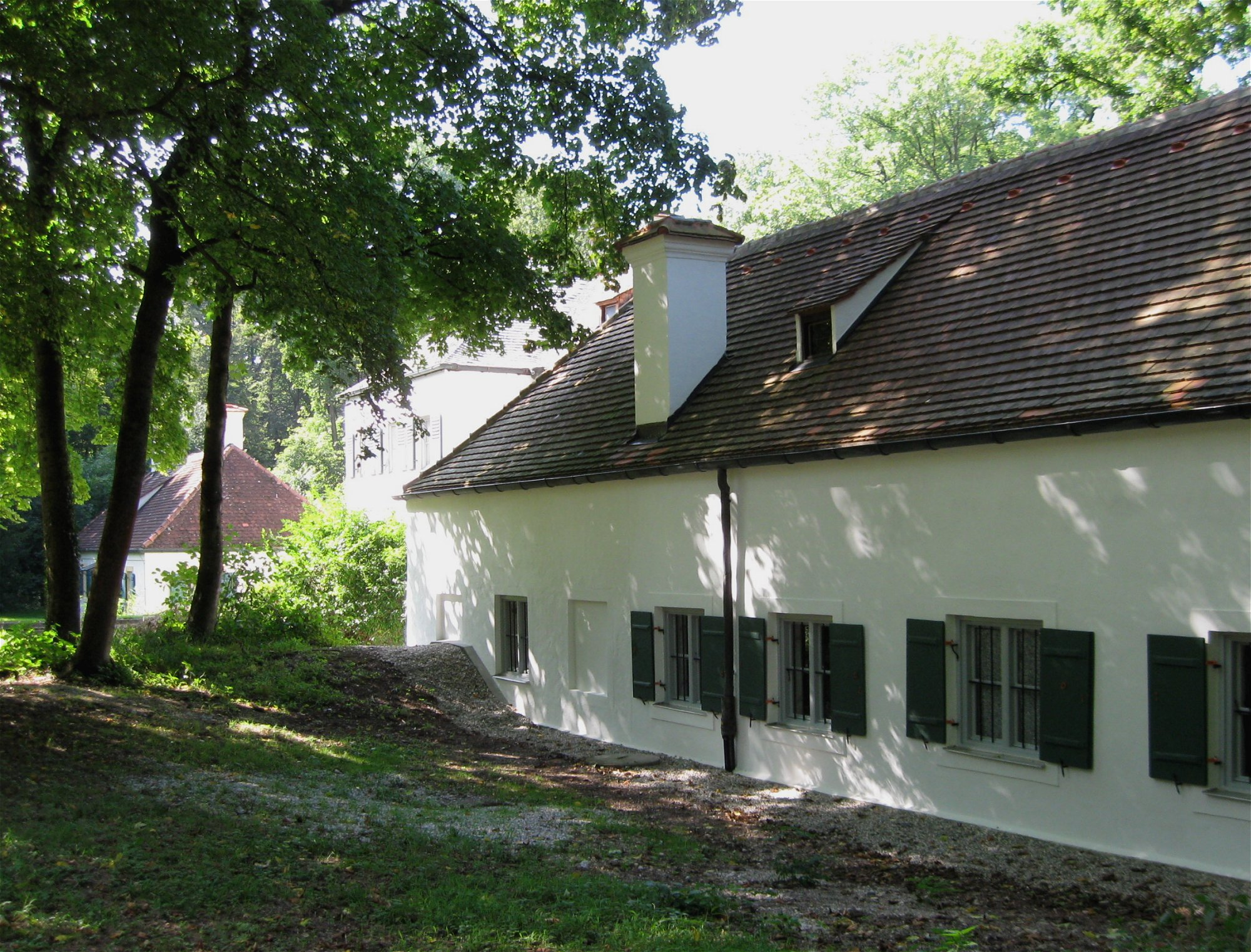
Hirschgartenbrunnhaus mit eingedecktem Zulauf am linken Ende des Hauses

1817/18 richtete Joseph von Baader ein kleines Pumpwerk in dem östlich neben dem Grünen Brunnhaus liegenden Hirschgartenbrunnhaus ein, das als Königliches Ökonomiebrunnhaus die Hofküche, die Hofkonditorei, die Menagerie und den Königlichen Hirschgarten mit Wasser versorgte. Über einen unterirdischen Zulaufkanal aus dem südlichen Kanal wurde das oberschlächtige Wasserrad mit 2 m Durchmesser und 2 m Breite angetrieben, das wiederum über einen Excenter und eine Balancierstange einen Waagebalken und damit zwei Pumpkolben in Messingzylindern bewegte, die einen lichten Durchmesser von 18 cm und einen Hub von 55 cm haben. Die Anlage hat eine Leistung von maximal 4 Litern pro Sekunde.
Im 20. Jahrhundert versorgte die Anlage Teile des Nymphenburger Schlosses und umliegende Schrebergärten. Sie diente von Anfang an und bis zuletzt ausschließlich praktischen Zwecken. 1963 wurde die Anlage stillgelegt; der Zulauf aus dem südlichen Kanal wurde mit einer Blechplatte verschlossen.

## Betrieb und Verwaltung
Die Pumpwerke werden, ebenso wie das Schloss und der Schlosspark, von der Bayerischen Verwaltung der staatlichen Schlösser, Gärten und Seen verwaltet und betrieben. Sie können von Ostern bis Anfang Oktober täglich von 9 bis 16 Uhr durch die geöffneten Türen und Fenster besichtigt werden. Ein Zutritt zu den Brunnenhäusern selbst ist nicht möglich.